# UTV Movies
UTV Movies est une chaîne de télévision indienne détenue par le groupe privé UTV Software Communications, filiale de la Walt Disney Company. La chaîne diffuse des longs métrages de Bollywood.

## Historique
La chaîne UTV Movies a été lancée le 22 février 2008 même temps que UTV World Movies dédiée aux films étrangers.
La chaîne est diffusée en Malaisie et aux États-Unis sur DirecTV.
La chaîne doit être lancée sur Sky TV au Royaume-Uni et en Irlande le 12 décembre 2011

## Diffusion
- Satellite 
  - Airtel : Channel 2501
  - Big TV : Channel 308
  - Dish TV : Channel 211
  - Sun Direct : Channel 60
  - Tata Sky : Channel 311
  - DirecTV (USA) : Channel 2012
- Cable 
  - F.D.I Digital tv Goa : Channel 61
- ADSL
  - UniFi (Malaisie) Channel 191